# Andrew Wood (chanteur)
Pour les articles homonymes, voir Andrew Wood et Wood.
Andrew (Andy) Wood (né le 8 janvier 1966, mort le 19 mars 1990) était le chanteur du groupe grunge Mother Love Bone et auparavant du groupe Malfunkshun. Il est mort d'une overdose d'héroïne couplée à une hémorragie cérébrale peu avant la sortie de l'album Apple de Mother Love Bone.
Musicien exubérant sur scène avec divers accoutrements, son look s'apparentait tantôt à celui d'Axl Rose de Guns N' Roses ou à celui des membres de Kiss. Sa voix de ténor avait le timbre de Robert Plant de Led Zeppelin.
Après sa mort, deux musiciens du groupe, Stone Gossard et Jeff Ament formèrent Pearl Jam. Ils formèrent aussi Temple of the Dog avec Chris Cornell et Matt Cameron de Soundgarden pour sortir un album éponyme en hommage à Wood.

## Hommages et œuvres posthumes
- Alice in Chains lui rendit hommage avec la chanson Would? sur l'album Dirt.
- La même année Faster Pussycat lui rendit hommage sur l'album Whipped! avec la chanson Mr Lovedog.
- En 1995, Gossard sortit Return to Olympus, une compilation de demos enregistrée par Wood et Malfunkshun.
- En 1994, l'album The Cult par le groupe du même nom comprend la chanson Sacred Life qui mentionne la mort de Wood.
- En 2005, un documentaire consacré à Andrew Wood et son ancien groupe, Malfunkshun: The Andrew Wood Story, remporta le titre de  Judges' Choice for Best Documentary au festival FAIF à Hollywood.